# شهرستان آبدولینسکی
شهرستان آبدولینسکی (به لاتین: Abdulinsky District) یک شهرستان در روسیه است که در استان اورنبورگ واقع شده‌است.